# Phyllangia americana
Espèce
Statut CITES
Phyllangia americana est une espèce de coraux appartenant à la famille des Caryophylliidae.

## Liste des sous-espèces
Selon World Register of Marine Species (28 septembre 2015) :
- sous-espèce Phyllangia americana americana Milne Edwards & Haime, 1849
- sous-espèce Phyllangia americana mouchezii Lacaze-Duthiers, 1897